# Klaus Jeziorkowski
Klaus Jeziorkowski (* 7. Januar 1935 in Chemnitz; † 7. September 2006) war ein deutscher Literaturwissenschaftler.

## Leben und Werk
Nach dem Abitur hospitierte Jeziorkowski ein halbes Jahr bei einer Geschäftsbank in Bremen, dem sich ein Werk-Semester als Hilfsarbeiter am Hochofen der Dortmund-Hörder Hüttenunion anschloss. Er arbeitete für den Hessischen Rundfunk und studierte Germanistik und Geografie an den Universitäten in Marburg, München, Freiburg und Saarbrücken.
1966 wurde er an der Johann Wolfgang Goethe-Universität in Frankfurt am Main mit der Dissertation Rhythmus und Figur: Zur Technik der epischen Konstruktion in Heinrich Bölls „Der Wegwerfer“ und „Billard um halbzehn“ promoviert. 1979 habilitierte er sich, ebenfalls in Frankfurt, mit dem Thema Literarität und Historismus: Beobachtungen zu ihrer Erscheinungsform im 19. Jahrhundert am Beispiel Gottfried Kellers.
Jeziorkowski war von 1973 bis 1997 Professor für Deutsche Literatur an der Universität Frankfurt am Main. Er beschäftigt sich vor allem mit der deutschsprachigen Literatur des 19. und des 20. Jahrhunderts und veröffentlichte unter anderem zu Heinrich Böll, Gottfried Keller, Heinrich von Kleist, Friedrich Hölderlin und Franz Kafka.
Für die Zeitschriften Der Spiegel und Die Zeit schrieb er regelmäßig Buchrezensionen.
Jeziorkowski lebte in Dreieich. Er starb im Alter von 71 Jahren an Mesotheliom-Krebs (Asbestose).